# Ruda (přítok Odry)
Ruda, německy Raude, je říčka a pravý přítok veletoku Odra v Horním Slezsku v jižním Polsku. Tok řeky vede přes město a městský okres Żory, kde řeka pramení, a dále přes město a městský okres Rybnik, okres Rybnik a přes gminu Kuźnia Raciborska (okres Ratiboř), kde se vlévá do Odry u vesnice Turze. Patří do úmoří Baltského moře. Délka řeky je 52,32 km a plocha povodí 504,06 km². Většina toku řeky vede přes krajinný park Park Krajobrazowy Cysterskie Kompozycje Krajobrazowe Rud Wielkich.

## Původ názvu
Ruda vděčí za své jméno železné rudě, která se v oblasti těžila pod místní správou řádu cisterciáků přísné observance, kteří zde působili v letech 1255-1810 a významně přispěli ke kulturnímu a hospodářskému rozvoji celého regionu.

## Nejvýznamnější přítoky a vodní díla

### Přítoky řeky Ruda
- Nacyna
- Sumina
- Rudka (která Rudy vytéká a zase do ní vtéká)
- Rudka (druhý tok se stejným názvem)
- Potok Woszczycki
- Przegędza
- Bejca (Młynówka)
- Potok z Kamienia
- Wierzbnik
- Rzeczka
- aj.

### Významná vodní díla na řece Ruda
- Jezioro Rybnickie, nazývané také Zbiornik Rybnicki či Zalew Rybnicki, je přehradní nádrž v městské části Stodoły města Rybnik.
- další rybníky, jezy a malé vodní elektrárny

## Nejvýznamnější sídla na řece
- Kuźnia Raciborska
- Ruda Kozielska
- Rudy
- Rybnik
- Turze
- Żory

## Další informace
Řeka je také hojně využívána vodáky. Kolem řeky nebo přes řeku vede několik turistických tras a cyklotras, např. Szlak Początków Hutnictwa ROW, Szlak im. Oskara Michalika, Szlak Stulecia Turystyki, Niebieska rowerowa Pętla Rybnicka, Szlak im. kapitana Jana Kotucza, Szlak rowerowy im. Jana Pawła II, Szlak Husarii Polskiej, Szlak Cystersów aj.

## Galerie

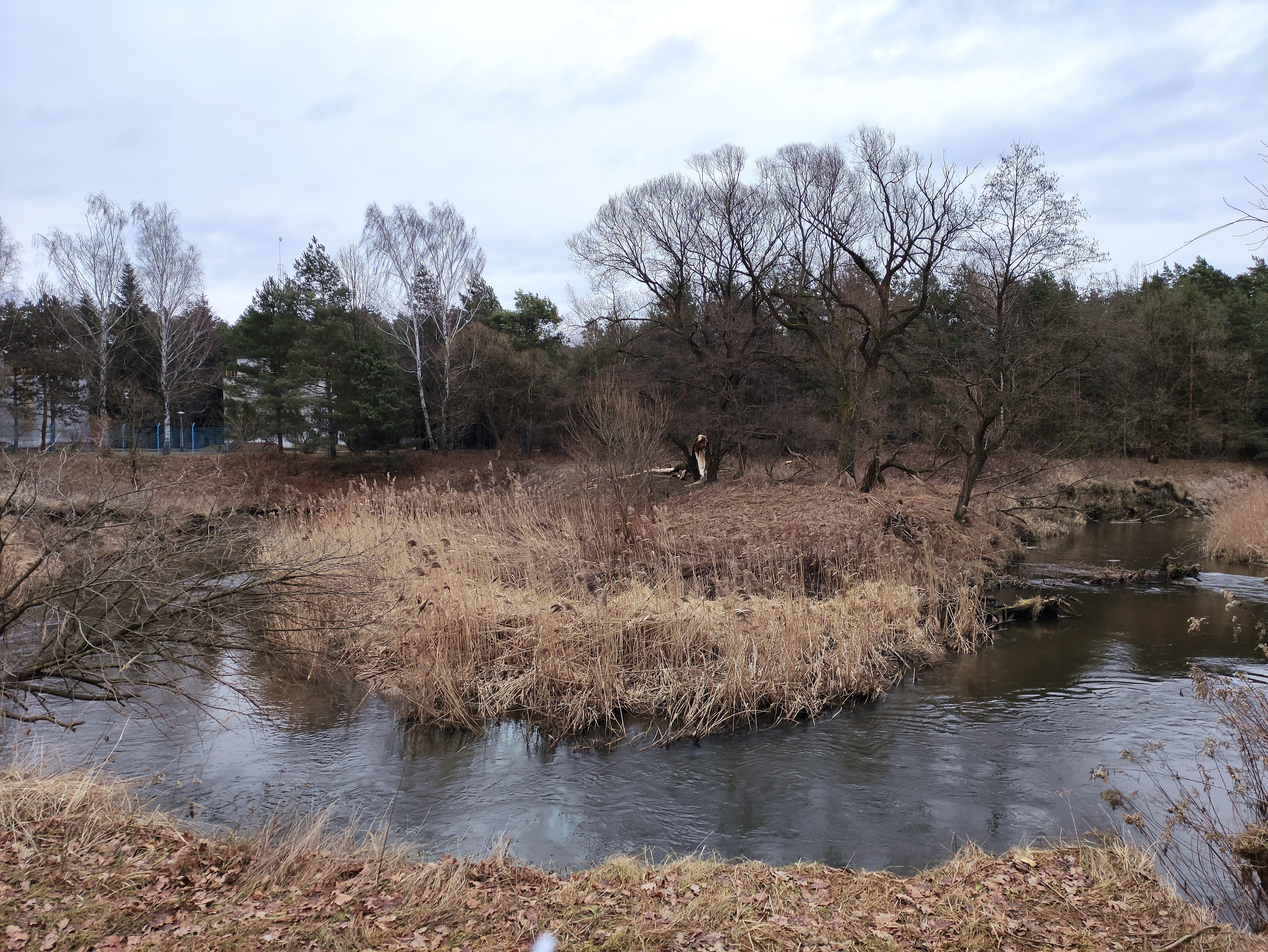
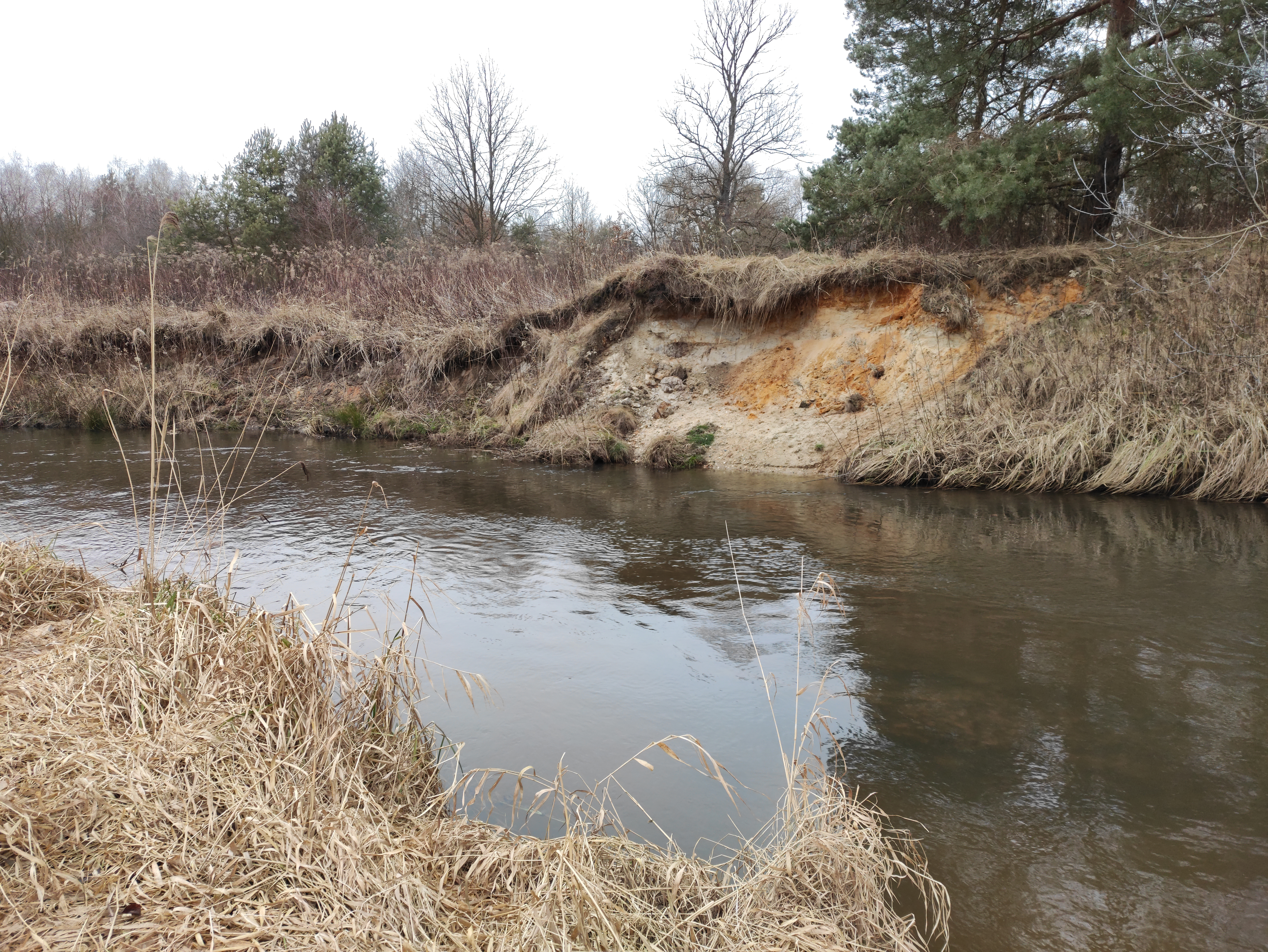
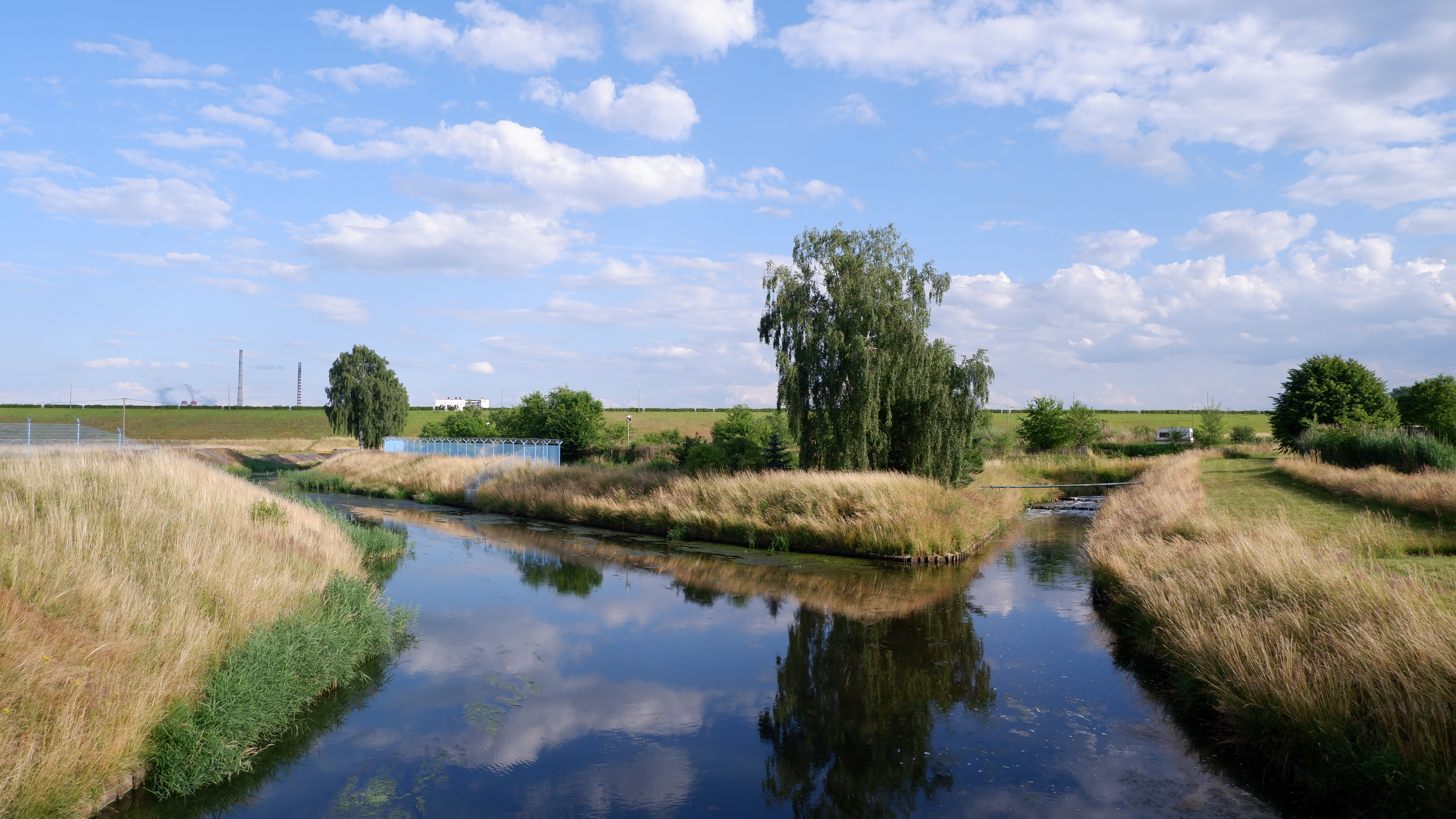
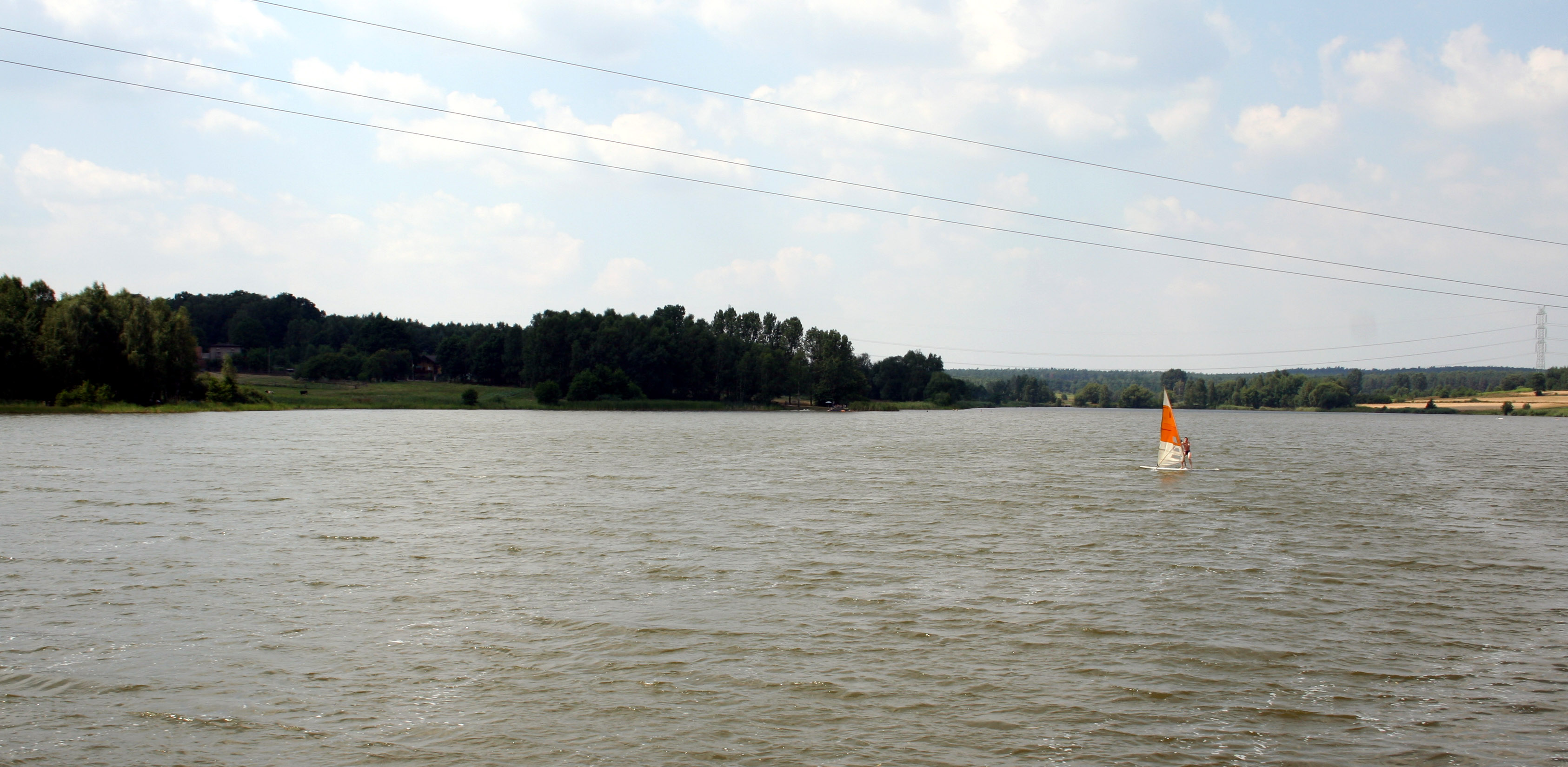
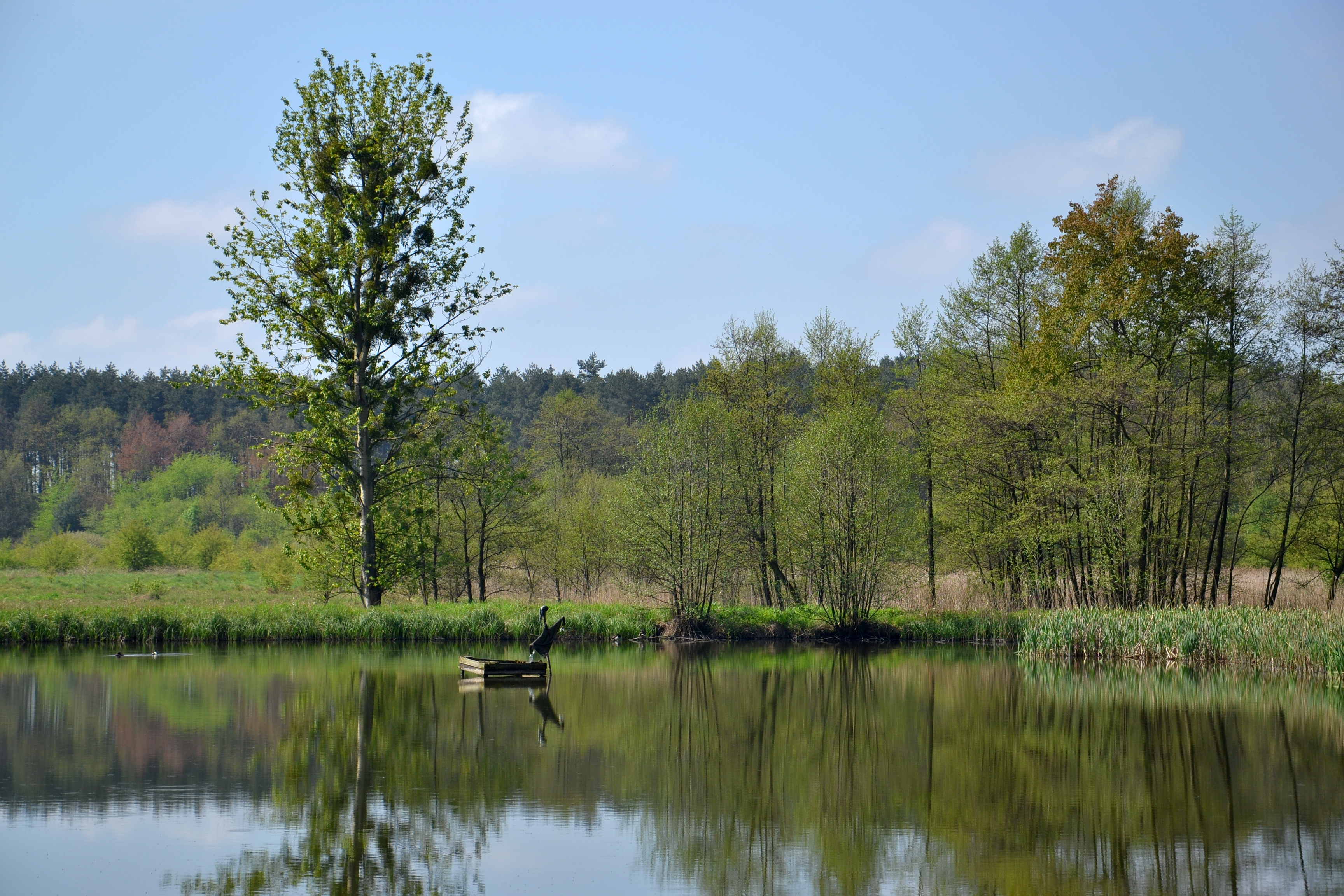
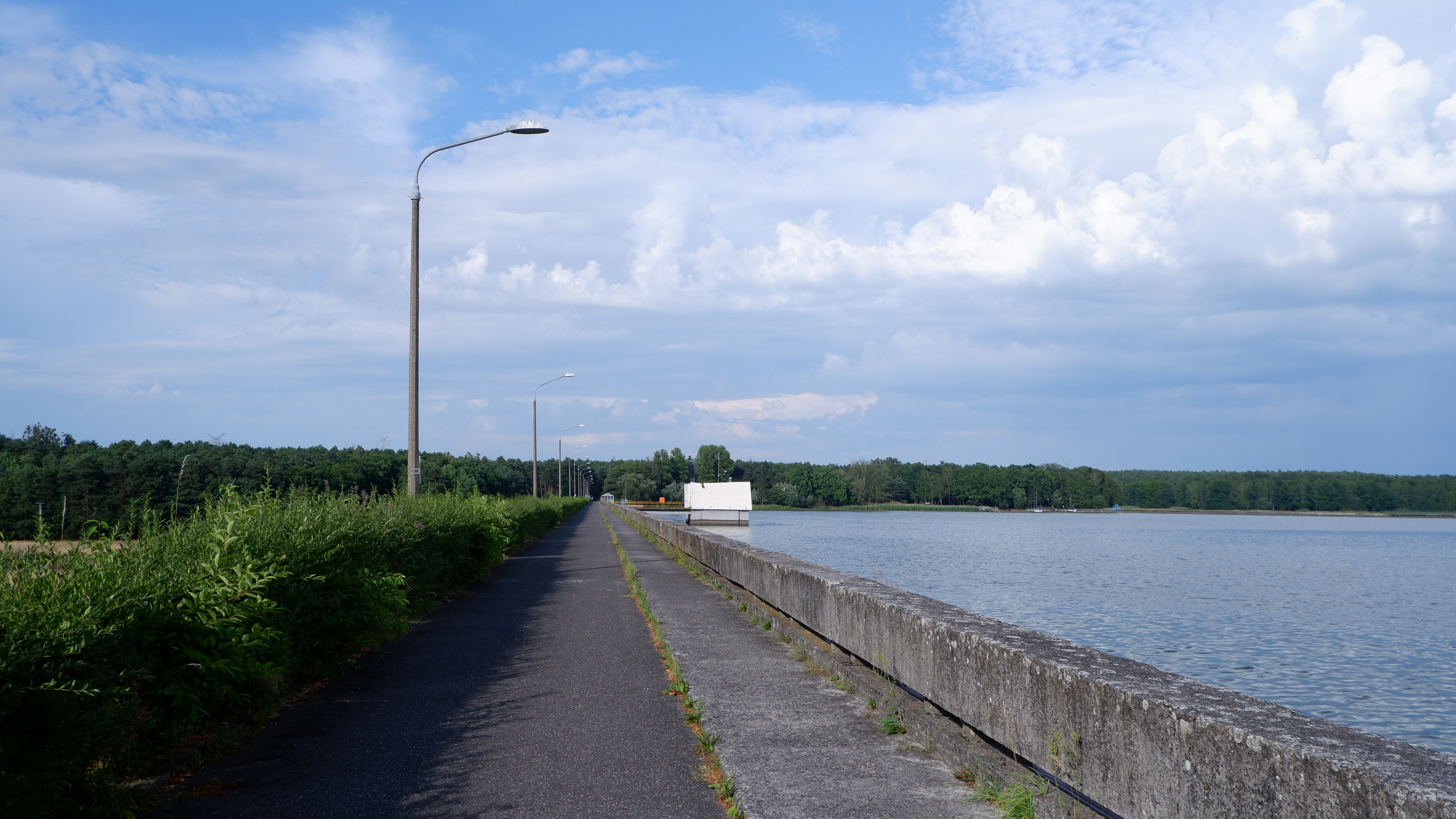